# 宮澤夕貴
宮澤 夕貴（みやざわ ゆき、1993年6月2日 - ）は、日本の女子バスケットボール選手である。神奈川県横浜市出身。ニックネームは「アース」。ポジションはフォワード。

## 来歴
姉の影響でミニバスケットボールを始め、中2で都道府県対抗ジュニアバスケットボール大会に出場した際、金沢総合高校の星澤純一監督と出会い、同高校への進学を決める。
高校では1年次に第1回U-16アジア選手権の日本代表に選ばれ準優勝、2年次にも第1回U-17世界選手権出場を果たす。3年次には主将を務め、インターハイ優勝に導いた。
卒業後の2012年、JXサンフラワーズ（現ENEOS）加入。
2013年、日本代表（ハヤブサジャパン）候補に選出される。
2015年、第16回Wリーグ・ベスト5（フォワード）受賞。
2017年、第18回Wリーグ・ベスト5（フォワード）受賞。
2018年、第84回 皇后杯　MVP
第19回Wリーグ・ベスト5（フォワード）受賞。
2019年，第85回 皇后杯　MVP
2021年、富士通レッドウェーブに移籍。
2021年、東京オリンピック　銀メダル獲得

## 経歴
- 金沢総合高校 - JX（2012年〜2021年） - 富士通（2021年～）

## 日本代表歴
- 2009 FIBAアジアU-16女子選手権
- 2010 FIBA U-17女子世界選手権
- 2011 3x3ユース世界選手権
- 2013 アジア選手権優勝
- 2014 世界選手権
- 2015 アジア選手権優勝
- 2016 リオデジャネイロオリンピックベスト8
- 2017 アジアカップ優勝
- 2018 ワールドカップ9位
- 2019 アジアカップ優勝 - 大会を通した3ポイント成功率42.9%。1試合平均12.8得点、9リバウンドを記録し、ベスト5受賞
- 2019 東京五輪アジア・オセアニア地区プレ予選大会[5]
- 2020 1月の代表合宿中に膝を故障した影響により国際試合メンバーから外れる[6]
- 2021 東京オリンピック準優勝 - 全6試合の3ポイント成功率43.2%。1試合平均11.5得点、4.2リバウンドを記録。準々決勝のベルギー戦は、3ポイント13本中7本成功でチーム最多の21得点を記録した。